# Kill Switch (игра)
Kill Switch (также kill.switch) — видеоигра жанра шутер от третьего лица, разработанная компанией Namco в 2003 году для платформ PlayStation 2, Xbox и PC. Версия для Game Boy Advance была создана независимо от Namco по соглашению с компанией Destination Software и выпущена в 2004 году.
Наиболее отличительной чертой Kill Switch является система укрытий. Персонаж может укрываться за различными объектами и углами аналогично шутеру Namco Time Crisis и WinBack компании Koei, а также делать резкие перекаты, позволяющие быстро уйти с линии огня. Kill Switch была первой игрой, в которой основной механикой были именно укрывание и уклонения, и первой игрой, в которой есть возможность стрельбы по противникам вслепую.

## Сюжет
Главный герой игры — дистанционно управляемый суперсолдат, Ник Бишоп. Большую часть игры Ник управляется человеком, известным как «Контроллер», использующим прямую нейронную связь с Бишопом. Подавленные воспоминания солдата иногда прорываются, вызывая у Контроллера головные боли. Герой вспоминает некую женщину и фразу «Скажи моё имя».
Контроллер, по приказу человека по прозвищу «Стрелец» (англ. Archer), использует Ника в ряде боевых задач, призванных убедить две нации или группы, известных как Север и Запад, пойти на войну. «Стрелец» планирует получить выгоду от результата войны, в частности, путём продажи копий технологии, управляющей Бишопом. До того момента, как Бишоп запускает боеголовку, оснащённую контейнером с нервно-паралитическим газом, женщина, известная как «Герцогиня» (англ. Duchess) берет контроль над Ником и использует его, чтобы напасть на базу Контроллера, а Контроллер тем временем мгновенно погибает от разрыва связи. Выясняется, что женщина из воспоминаний героя была его новой женой. Она была убита «Стрельцом», когда он захватил Бишопа. «Стрелец» хотел получить технологию, использующейся на Бишопе, для перепродажи. Освободившись, главный герой, в итоге, атакует базу «Стрельца» и убивает его. Далее идет диалог «Герцогини» с Ником, из которого выясняется, что существует целая армия солдат, управляемых усовершенствованной версией нейронной связи и «Стрелец» был одним из них.

## Критика
| Сводный рейтинг       | Сводный рейтинг | Сводный рейтинг | Сводный рейтинг                                                          | Сводный рейтинг                                                          |
| Издание               | Оценка          | Оценка          | Оценка                                                                   | Оценка                                                                   |
| Издание               | GBA             | PC              | PS2                                                                      | Xbox                                                                     |
| --------------------- | --------------- | --------------- | ------------------------------------------------------------------------ | ------------------------------------------------------------------------ |
| GameRankings          | 68,40 %         | 70,58 %         | 75,25 %                                                                  | 78,34 %                                                                  |
| Metacritic            | N/A             | 66/100          | 73/100                                                                   | 75/100                                                                   |
| Иноязычные издания    |                 |                 |                                                                          |                                                                          |
| Издание               | Оценка          | Оценка          | Оценка                                                                   | Оценка                                                                   |
| Издание               | GBA             | PC              | PS2                                                                      | Xbox                                                                     |
| GamePro               | N/A             | N/A             | N/A                                                                      | 4 из 5 звёзд · 4 из 5 звёзд · 4 из 5 звёзд · 4 из 5 звёзд · 4 из 5 звёзд |
| GameSpot              | N/A             | 6,0             | 6,9                                                                      | 6,9                                                                      |
| GameSpy               | N/A             | 2/5             | 3/5                                                                      | 3/5                                                                      |
| GameZone              | N/A             | N/A             | N/A                                                                      | 8,5 / 10                                                                 |
| IGN                   | 7,5             | 7,8             | 8,0                                                                      | 8,0                                                                      |
| OPM                   | N/A             | N/A             | 4 из 5 звёзд · 4 из 5 звёзд · 4 из 5 звёзд · 4 из 5 звёзд · 4 из 5 звёзд | N/A                                                                      |
| Play (UK)             | N/A             | N/A             | N/A                                                                      | B+                                                                       |
| GameStats             | 6,9             | 6,6             | 7,5                                                                      | 7,6                                                                      |
| Gamers Hell           | N/A             | N/A             | 8,4 / 10                                                                 | N/A                                                                      |
| Games Are Fun         | N/A             | N/A             | N/A                                                                      | 9 / 10                                                                   |
| GMR                   | N/A             | N/A             | N/A                                                                      | 8 / 10                                                                   |
| Loaded                | N/A             | N/A             | N/A                                                                      | 8,2 / 10                                                                 |
| UGO                   | N/A             | N/A             | N/A                                                                      | A-                                                                       |
| Русскоязычные издания |                 |                 |                                                                          |                                                                          |
| Издание               | Оценка          | Оценка          | Оценка                                                                   | Оценка                                                                   |
| Издание               | GBA             | PC              | PS2                                                                      | Xbox                                                                     |
| Absolute Games        | N/A             | 47 %            | N/A                                                                      | N/A                                                                      |
| «PC Игры»             | N/A             | 6,0             | N/A                                                                      | N/A                                                                      |
| «Игромания»           | N/A             | 8,0             | N/A                                                                      | N/A                                                                      |
| «Страна игр»          | N/A             | 7,5             | N/A                                                                      | N/A                                                                      |

Kill Switch рассматривалась как игра, имеющая тонкий сюжет и простой дизайн уровней, но такой элемент геймплея, как система укрытий, вызвал интерес. Игру сравнивали с серией Time Crisis. Версия игры для Xbox имела улучшенную графику по сравнению с версией для PlayStation 2. GameSpot дал оценку Xbox-версии 6.9 из 10.
Наиболее низкие оценки были выставлены GameSpy и Absolute Games. В последнем за авторством Владимира «Nomad» Горячева был оценён локализованный ПК-порт. Автор рецензии очень критично проехался по невозможности улучшить графику (кроме изменения разрешения), блёклым цветам, отсутствию ручных сохранений, но оценил нововведения с укрытиями и стрельбой из-за них, заявив, что «на протяжении 18 уровней это единственное, что более-менее спасает игрока от скуки», а также невозможность восстановить здоровье автоматически выше потраченных «хит-поинтов», не подобрав аптечку. Но наиболее сильно в рецензии Nomad раскритиковал русскую локализацию.
Версия игры для Game Boy Advance получила от IGN оценку 7.5 из 10.